# Cranachhaus

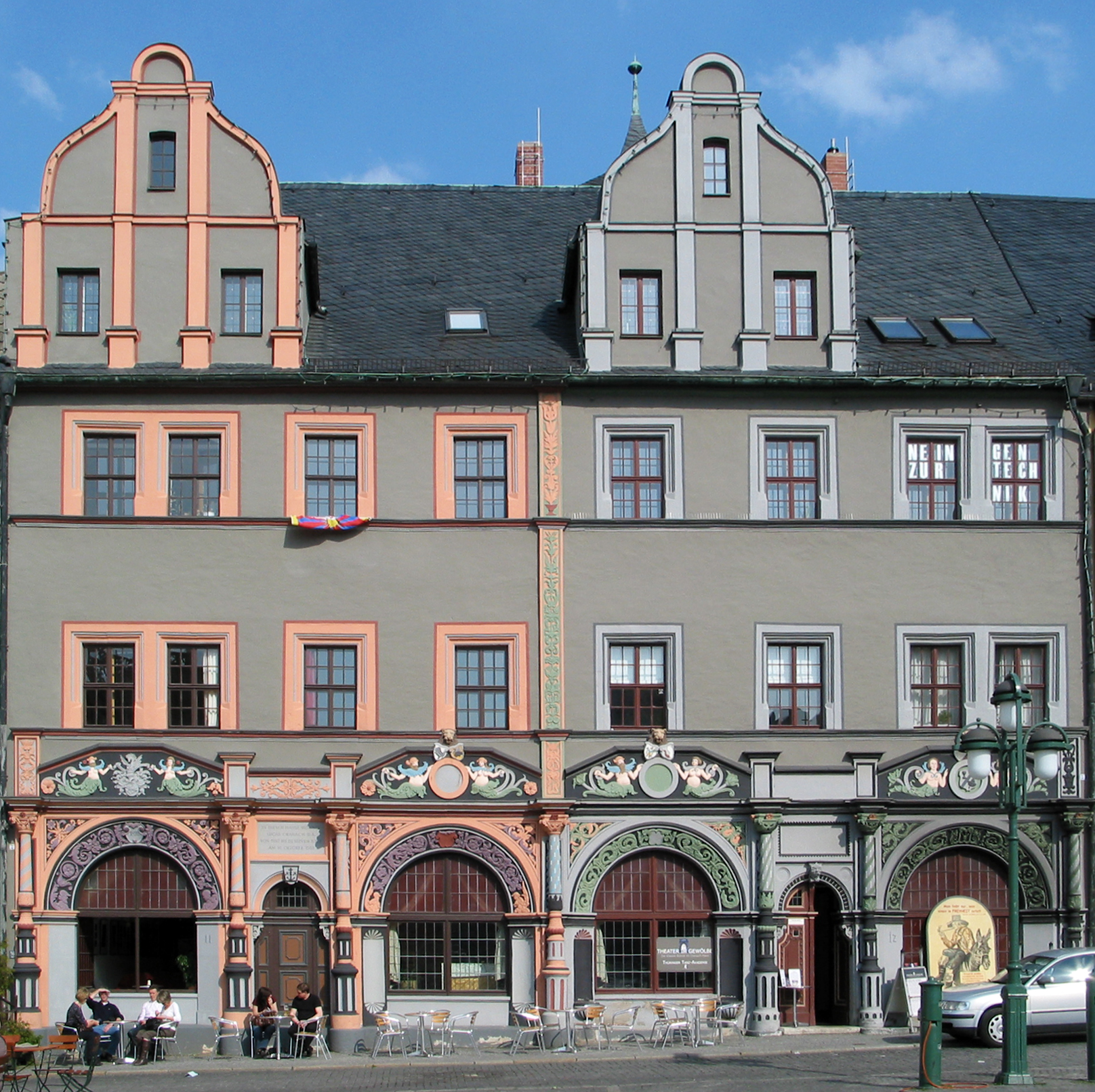
La Cranachhaus (izquierda) en el lado este de la plaza del mercado.

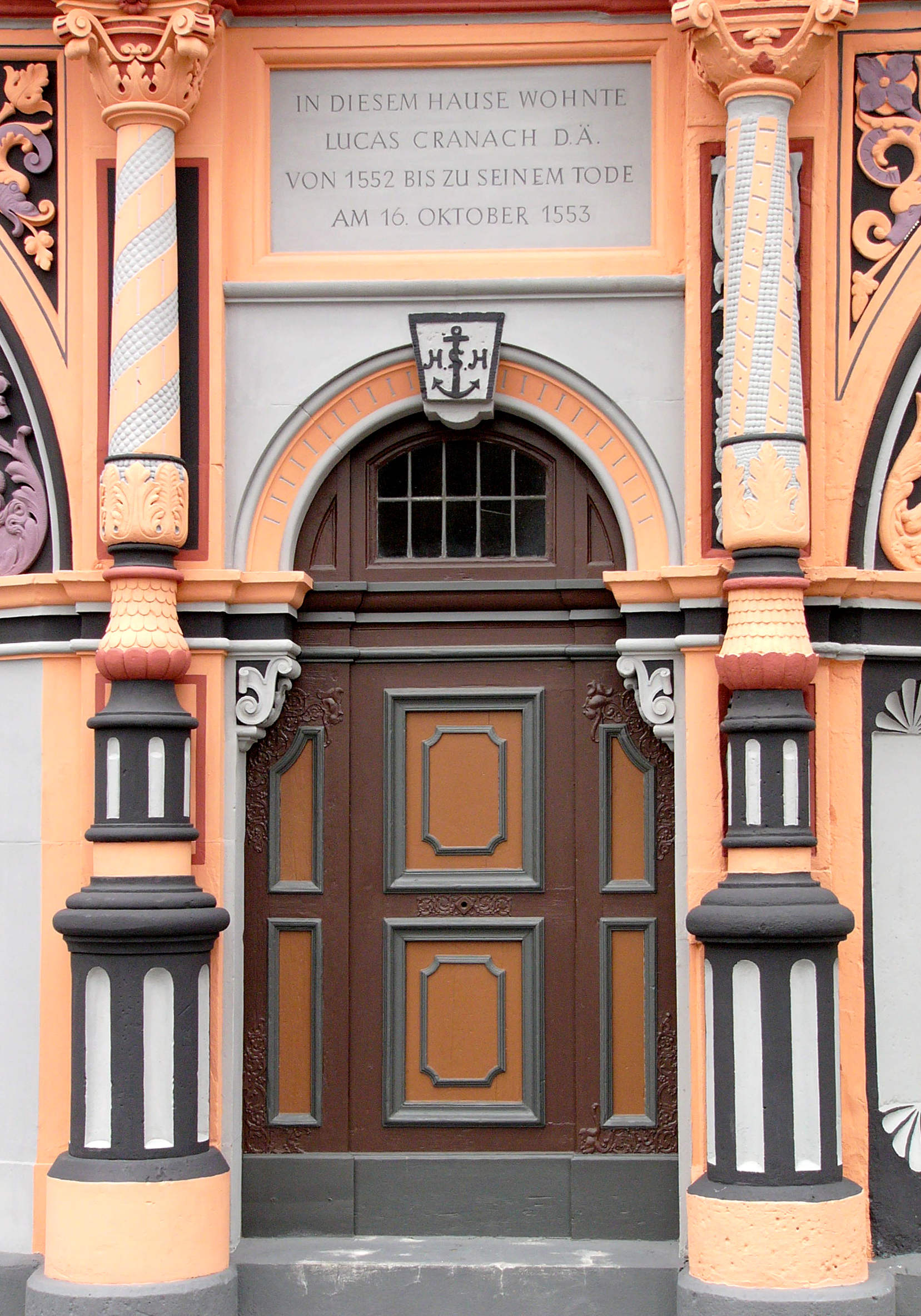
Puerta de la Casa Cranach.

La Cranachhaus está a la izquierda de dos casas renacentistas casi idénticas en el lado este de la plaza del mercado de Weimar, justo enfrente del ayuntamiento. En el siglo XVI los pintores Lucas Cranach el Viejo y su hijo Lucas Cranach el Joven residieron en ella.

## Historia
La llamativa casa, ricamente decorada con columnas, nichos en forma de concha y adornos de arco de medio punto, es un destacado edificio renacentista catalogado con una superficie de alrededor de 1500 m². El tiempo de construcción de la Cranachhaus se extendió desde 1547 hasta 1549. Fue construida por el arquitecto renacentista Nikolaus Gromann para el canciller ducal Christian Brück, casado con Barbara Cranach y, por tanto, yerno de Lucas Cranach el Viejo. Sobre el arco derecho está el escudo de armas del pintor, la serpiente alada con un anillo en la boca.
Lucas Cranach el Viejo, uno de los pintores alemanes más importantes del Renacimiento, pasó el último año de su vida en la Cranachhaus. El pintor, que solo llegó a Weimar en 1552, cuando tenía 80 años, fundó un taller en la casa antes de su muerte y se hizo cargo de dos estudiantes. A pesar de su edad, todavía estaba activo y comenzó la famosa pintura de altar de tres alas en su estudio (el amplio ático debajo del techo), que ahora se encuentra en la iglesia de la ciudad de Weimar de San Pedro y San Pablo (la Herderkirche). La obra no fue terminada hasta 1555 por su hijo Lucas Cranach el Joven.
El edificio sufrió graves daños durante la Segunda Guerra Mundial y más tarde fue reconstruido fiel al original. Hay otras casas renacentistas en los alrededores.

## Actualidad
Hasta finales de la década de 1990, la 'galería de artistas visuales cooperativos Weimar' se encontraba en la casa. El antiguo presidente, el artista de Weimar Horst Hausotte, dimitió en 1991. Su sucesor, el artista Ralph Herrmann, dirigió la cooperativa desde el nombramiento como Capital Europea de la Cultura de 1999. Numerosos artistas internacionales se incorporaron a la galería en los siguientes años a través del proyecto de 'la Ciudad de la Cultura de Weimar'. Las exposiciones de Ernst Fuchs, Friedensreich Hundertwasser, Christo y Jeanne-Claude y Emil Schumacher fueron de especial importancia.
Debido a la venta a un inversor, la galería tuvo después que mudarse por necesidades propias. Hoy en día, la casa alberga el 'teatro en la bóveda', que representa principalmente pequeñas obras de Goethe, Schiller y otros clásicos. De lo contrario, ya no es accesible al público.
- Datos: Q1138816
- Multimedia: Cranachhaus, Weimar / Q1138816